# Гладилин, Виктор Петрович
Виктор Петрович Гладилин (1921—1967) — лейтенант Советской Армии, участник Великой Отечественной войны, Герой Советского Союза (1943), лишён всех званий и наград.

## Биография
Виктор Гладилин родился 29 августа 1921 года в городе Курске. Получил неполное среднее образование, работал модельщиком. В феврале 1943 года был призван на службу в Рабоче-Крестьянскую Красную Армию. С мая того же года — на фронтах Великой Отечественной войны. На 24 сентября 1943 года занимал должность помощника командира взвода 4-й роты 2-го батальона 385-го стрелкового полка 112-й стрелковой дивизии 24-го стрелкового корпуса 60-й армии Центрального фронта.
24 сентября 1943 года старший сержант Гладилин одним из первых из своего батальона во время форсирования Днепра переправился через реку и принял участие в бою за село Ясногородка Вышгородского района Киевской области Украинской ССР, а затем вместе со своими бойцами отразил восемь немецких контратак.
Указом Президиума Верховного Совета СССР от 17 октября 1943 года за «образцовое выполнение боевых заданий командования на фронте борьбы с немецко-фашистским захватчиками и проявленные при этом мужество и героизм» Виктор Гладилин был удостоен высокого звания Героя Советского Союза с вручением ордена Ленина и медали «Золотая Звезда» за номером 2792.
Вскоре после этого Гладилин был направлен на учёбу в Моршанское стрелково-миномётное училище, которое окончил в марте 1945 года. Службу он проходил в 381-м запасном стрелковом полку 9-й запасной стрелковой дивизии в должности командира взвода. В январе 1946 года стал начальником по физической подготовке 327-го гвардейского парашютно-десантного полка 76-й гвардейской воздушно-десантной дивизии. С декабря 1948 года Гладилин был слушателем на курсах военно-политического училища ВДВ. В марте 1949 года он был уволен в запас.
Проживал в Курске. 6 июня 1961 года за совершение умышленного убийства без отягчающих обстоятельств собственной жены Гладилин был приговорён Курским городским судом к 10 годам лишения свободы.
Указом Президиума Верховного Совета от 16 июня 1962 года Гладилин был лишён всех званий и наград в связи с осуждением. Умер 27 мая 1967 года.
Был награждён орденом Ленина, медалями.